# Hyperolius dintelmanni
Hyperolius dintelmanni é uma espécie de anfíbio anuro da família Hyperoliidae. Está presente nos Camarões. A UICN classificou-a como em perigo de extinção.